# Josef Šedivý
Josef Šedivý (* 9. července 1967 Košice) je český římskokatolický kněz a velmistr a generál Rytířského řádu křižovníků s červenou hvězdou.

## Život
Narodil se ve slovenských Košicích, oba rodiče však pocházejí z Moravské Nové Vsi. V roce 1971 se rodina přestěhovala do Teplic. Po absolvování gymnázia vystudoval Farmaceutickou fakultu Univerzity Karlovy v Hradci Králové.
Poté v roce 1990 nastoupil do teologického konviktu v Litoměřicích a následně v roce 1991 začal studovat teologii na Katolické teologické fakultě Univerzity Karlovy v Praze. V roce 1994 vstoupil do řádu křižovníků s červenou hvězdou a po noviciátu a složení časných slibů pokračoval v přerušeném studiu. Školu dokončil v roce 1997, kdy také přijal kněžské svěcení z rukou biskupa Lobkowicze a byl ustanoven farářem ve Věteřově a administrátorem excurrendo ve farnosti Želetice.
Dne 20. června 2011 byl na dobu šesti let jmenován velmistrem řádu, opatskou benedikci přijal 14. září 2011 a téhož dne se ujal úřadu. Roku 2017 bylo jeho jmenování prodlouženo.